# 活彩とわだこ号
活彩とわだこ号（かっさいとわだこごう）は青森県八戸市と十和田市にある十和田湖を結ぶ会員制バスである。

## 運行会社
- 三八五バス（主催）
- 南部バス
- 十和田観光電鉄

なお、予約業務は三八五バスが担当する。

## 概要
東北新幹線八戸駅延伸に合わせて青森県は十和田湖への観光バスを計画し、地元事業者3社へ運行を打診した。しかし採算が見込めないため青森県の補助金を前提とし運行を開始した。
しかしJRバス東北が十和田東線を運行されていることや、知名度不足から利用者は伸びず、2005年度は曜日限定運行となってしまったが、2006年度は毎日運行（同年4月1日～11月6日の期間中）に戻った。

## 沿革
- 2002年12月1日 - 運行開始。
- 2005年4月 - 毎日3往復から土・日・月曜2往復運行に変更。
- 2006年4月 - 毎日運行に変更（八戸発1便、十和田湖発2便の計1.5往復）。

## リンク
- 三八五バス定期観光バス「活彩とわだこ号」 - ウェイバックマシン（2007年10月8日アーカイブ分）